# La Trahison du capitaine Porter

La Trahison du Capitaine Porter (titre original : Thunder Over the Plains) est un western américain réalisé par André de Toth en 1953.

## Synopsis
1869, après la guerre de sécession, l'État du Texas n'a toujours pas été réintégré à l'Union et est encore occupé par l'Armée de l'Union. Profitant de la situation troublée et en s'appuyant sur une loi souvent en leur faveur, des opportunistes spolient les Texans de leurs terres et de leurs biens. Ces derniers vont bientôt constituer des troupes hors-la-loi pour récupérer leurs biens. Texan d'origine, le capitaine Porter se voit alors obligé d'obéir à une loi qui va contre ses convictions et devra bientôt choisir entre son devoir et la défense de la cause qu'il estime juste.

## Fiche technique
- Titre : La Trahison du Capitaine Porter
- Titre original: Thunder Over the Plains
- Réalisateur : André de Toth
- Scénario : Russell Hughes
- Photographie : Bert Glennon
- Montage : James Moore
- Musique : David Buttolph
- Direction artistique : Stanley Fleisher
- Son : Lincoln Lyons
- Producteur : David Weisbart
- Société de production : Warner Bros.
- Pays d'origine :  États-Unis
- Langue : anglais
- Format : Couleurs (WarnerColor) - 35 mm -  1.37 : 1 - Son Mono
- Durée : 82 minutes
- Genre : western
- Date de sortie : 
  - États-Unis : 27 octobre 1953
  - France : 5 avril 1963

## Distribution
- Randolph Scott  (VF : Claude Peran) : Capt. David Porter
- Lex Barker  (VF : Claude Bertrand) : Capt. Bill Hodges
- Phyllis Kirk  (VF : Michele Bardollet) : Norah Porter
- Charles McGraw  (VF : Michel Gatineau) : Ben Westman
- Henry Hull  (VF : Gerard Ferat) : Lt. Col. Chandler
- Elisha Cook Jr.  (VF : Pierre Fromont) : Joseph Standish
- Hugh Sanders  (VF : Raymond Loyer) : H. L. Balfour
- Lane Chandler  (VF : Jean Clarieux) : Mike Faraday
- James Brown : Conrad
- Fess Parker : Kirby
- Monte Montague (non crédité) : Radford
- Earle Hodgins  (VF : Lucien Bryonne) : le commissaire-priseur
- Lou Marcelle  (VF : Roland Menard) : narration